# Gumattenkirchen
Gumattenkirchen ist ein Gemeindeteil der Gemeinde Mettenheim und eine Gemarkung im oberbayerischen Landkreis Mühldorf am Inn.

## Geographie
Das Kirchdorf Gumattenkirchen liegt 2 Kilometer nördlich der Isen und der Bundesautobahn 94. Die Stadt Mühldorf am Inn liegt 4 Kilometer südlich.

## Geschichte
Grund- und Gerichtsherr in Gumattenkirchen war seit dem Mittelalter das Erzstift Salzburg.
Die heutige Kirche St. Rupert in Gumattenkirchen wurde im 15. Jahrhundert im Stil der Gotik errichtet. Die Weihe des Chores mit dem Altar erfolgte am 4. Oktober 1472 durch den Chiemseer Bischof Bernhard von Kraiburg. 1770 wurde sie baulich verändert, bei der Restaurierung im Jahr 1878 dann wieder regotisiert.
Gumattenkirchen gehörte zum Rentamt Landshut und zum Landgericht Neumarkt des Kurfürstentums Bayern. Mittels der Obmannschaft Gumattenkirchen und des Vogtgerichts Mühldorf (Unteramt Altmühldorf) übte das Erzstift Salzburg bis zu seiner Aufhebung im Jahr 1803 die niedere Gerichtsbarkeit über seine hiesigen Untertanen aus.
Gumattenkirchen wurde mit dem bayerischen Gemeindeedikt von 1818 eine selbstständige Gemeinde. Am 1. Januar 1972 wurde Gumattenkirchen im Zuge der Gebietsreform in Bayern nach Mettenheim eingegliedert.